# Gavorrano (stacja kolejowa)
Gavorrano (wł. Stazione di Gavorrano) – stacja kolejowa w Gavorrano, w prowincji Grosseto, w regionie Toskania, we Włoszech. Znajduje się na linii Piza – Rzym. Położona jest dokładnie na terenie miejscowości Potassa.
Według klasyfikacji RFI ma kategorię brązową.

## Linie kolejowe
- Linia Piza – Rzym

## Połączenia
Na stacji zatrzymują się pociągi regionalna kursujące między Pizą a Grosseto.